# Estación Batuco
Batuco es una estación ferroviaria abandonada que formó parte de la línea Santiago-Valparaíso de la Empresa de los Ferrocarriles del Estado. Actualmente los servicios de pasajeros ya no operan, sin embargo en los próximos años el proyecto Tren Santiago-Batuco tendrá como cabecera a esta estación.

## Historia
La estación fue el origen del pueblo de Batuco, creado a fines de la década de 1860. La estación fue clausurada en 1990, dejando al pueblo conectado con Santiago solo por buses y autos colectivos. Para la construcción de la estación y la línea, se tuvo que invertir en remoción y nivelación del camino.
A 1876, el jefe de estación también hacía de telegrafista; además, la estación contaba con guardas y cargadores.
Debido al aumento del tránsito ferroviario por la línea, en 1888 se destinaron fondos para reconstruir un nuevo edificio, debido a la adición de una nueva vía.
En marzo de 1891 ocurrió un accidente en la estación, un choque de trenes que dejó como víctima fatal al palanquero de la estación.
Hasta la década de 1970, existió un desvío de 2km de longitud que partía desde la estación y llegaba a los polvorines del ejército.
El 12 de junio de 1973 un centenar de pobladores de Batuco bloquearon las vías de la estación, como señal de protesta y exigiendo la mejora en servicios de agua, electricidad y mejoras en el transporte público.
Hacia 2020 no quedaban restos de la estación; solamente se encontraban en pie los cimientos del edificio principal, mientras que las vías secundarias se encontraban operativas para la circulación de trenes de carga.

## Tren Santiago-Batuco
Esta estación será la futura estación terminal del Tren Santiago-Batuco, invocando un proyecto de ferrocarril desde Lampa y Batuco hasta la Estación Quinta Normal, en la comuna de Santiago.
Su construcción esta prevista a iniciarse hacia el año 2023, finalizando el año 2028.
La estación debiese poseer un andén con dos plataformas, tres vías (dos de pasajeros y una de carga), el edificio debiese ser subterráneo, con una conexión hacia el andén. Al norte de la estación se deberían emplazar cocheras.  Además, se debería construir un paso a nivel de la Avenida España.

## Cultura popular
- Esta estación es mencionada en el libro de 1998 "Chacón", de José Miguel Varas, el que narra la historia del obrero y dirigente sindical Juan Chacón Corona.[13]